# TXアベニュー
TXアベニュー (TX AVENUE) は、首都圏新都市鉄道つくばエクスプレスの駅に隣接する商業施設である。
現在、八潮、守谷、柏の葉キャンパス、流山おおたかの森、つくばの5駅で展開されている。
また、秋葉原駅ビル「アキバ・トリム」ではギャラリーとしてTXプラザ秋葉原を展開している。
事業主は首都圏新都市鉄道。
運営管理は柏の葉を除いて、株式会社ティーアンドティー（丹青社の100%出資子会社）が行っている。

## 店舗

### TXアベニュー八潮
2005年（平成17年）8月24日、TXの駅開業と同時にオープン。

### TXアベニュー守谷
2005年（平成17年）9月15日開業。

### TXアベニュー柏の葉
三井不動産との共同事業の形で開発され、2006年（平成18年）8月より順次開業。

### TXグランドアベニューおおたかの森
2007年（平成19年）11月20日開業。
髙島屋の連結子会社である東神開発と共に改装を行い、2023年（令和5年）5月25日に新装開業した。

### TXアベニューつくば

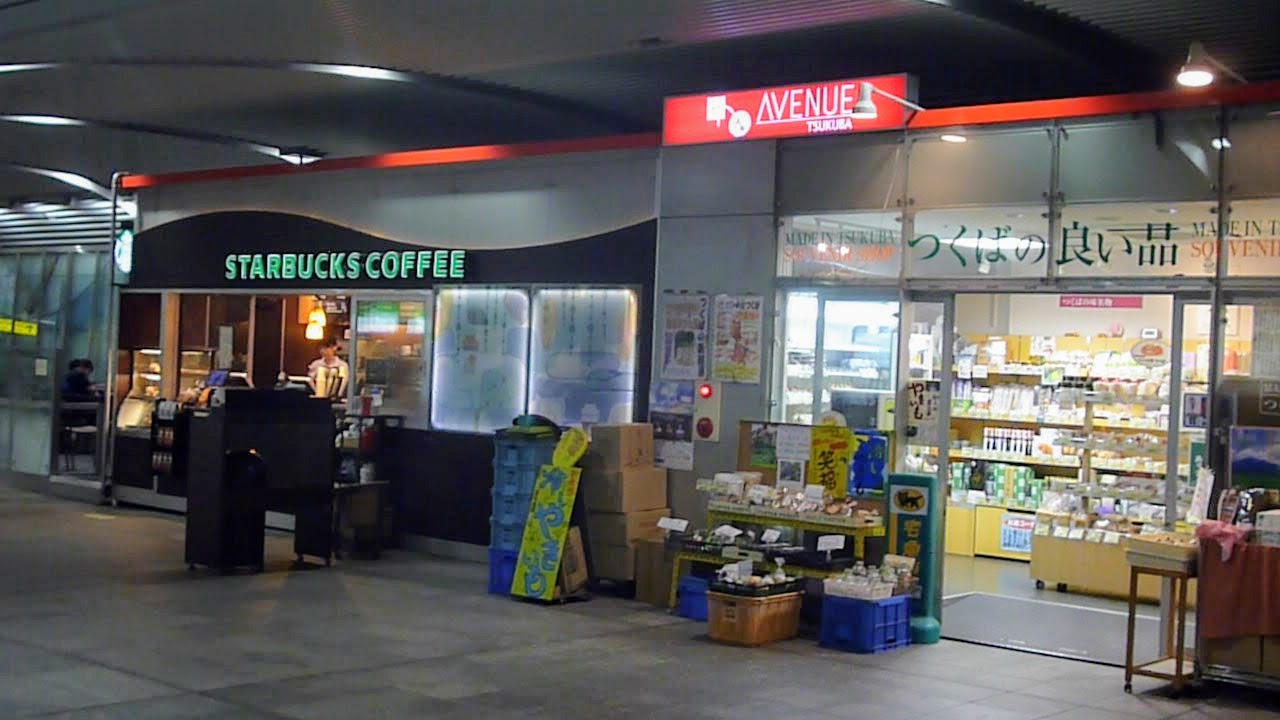
TXアベニューつくば（2014年7月撮影）

2008年（平成20年）12月15日開業。駅改札口と直結する県道扱いの地下通路内に存在する。公道であるため店舗は本来設置できない場所だが、「移動営業」（いわゆる屋台）だとする建前により出店している。

#### 広報資料・プレスリリースなど一次資料
1. 1 2 3  “駅ナカ・駅チカ店舗”.  首都圏新都市鉄道 (2021年7月9日). 2023年12月22日閲覧。
2. ↑  “『TXグランドアベニューおおたかの森』 リニューアルオープン”.  東神開発 (2023年4月19日). 2023年12月22日閲覧。